# Operace Corned-Beef
Operace Corned-Beef (v originále L'Opération Corned Beef) je francouzský hraný film z roku 1991, který režíroval Jean-Marie Poiré podle vlastního scénáře. Snímek měl premiéru ve Francii dne 6. února 1991.

## Děj
Bogota, Kolumbie. Kapitán Philippe Boulier je zodpovědný za sledování akcí plukovníka Zargase, mezinárodního obchodníka se zbraněmi, který má brzy odjet do Francie. Zároveň v Paříži jeho týmy ukryly mikrofon  u Marie-Laurence Granianské, tlumočnice rakouského konzula Horsta Burgera, plukovníkova komplice. Doufají, že se dozvědí klíčové informace o zrádci v nejvyšších patrech státu, který má Zargasovi prodat vojenská tajemství.
Paní Granianská si ale chce vzít pár dní volna se svým manželem Jeanem-Jacquesem, aby oslavili výročí svatby. To ale může celý plán zhatit. Kapitán nařídí, aby byl manžel kompromitován mladou dívkou. Poté bude aféra odhalena jeho ženě, aby plány zrušila a zůstala na konzulátu. Kapitán trvá na tom, aby byl úkol přidělen nejkrásnější ženě na jeho oddělení. Netuší ale, že tak úkol připadne na poručici Isabelle Fourreau, jeho přítelkyni. Kapitán, který je od přírody velmi žárlivý, je navíc povolán zpět do Paříže.

## Obsazení
| Christian Clavier    | Jean-Jacques Granianski                |
| Jean Reno            | kapitán Philippe Boulier               |
| Valérie Lemercierová | Marie-Laurence Granianski              |
| Isabelle Renauld     | poručík Isabelle Fourreau              |
| Jacques François     | generál Masse                          |
| Francis Coffinet     | Georges Favart                         |
| Marc de Jonge        | Horst Burger, rakouský konzul v Paříži |
| Jacques Dacqmine     | generál Moulin                         |
| Raymond Gérôme       | Ghislain Chauffereau                   |
| Dimitri Rougeul      | Benoît                                 |
| Jacques Sereys       | ministr obrany                         |
| Philippe Laudenbach  | ministr vnitra                         |
| Yves Barsacq         | prezidentův majordomus                 |
| Dan Simkovitch       | Delphine Granger                       |
| Jean-Pierre Clami    | cestující na letišti                   |
| Luc Barney           | zpěvák v Elysejském paláci             |
| Didier Gustin        | hlas Françoise Mitterranda             |

## Ocenění
- César: nominace v kategorii nejlepší herečka ve vedlejší roli (Valérie Lemercierová)